# In fraganti (película)
In fraganti es una película cómica colombiana de 2009 dirigida por Juan Camilo Pinzón y protagonizada por Aída Morales, César Mora, Martín Karpan, Luly Bossa, Natalia París, Carla Giraldo y Ramsés Ramos.

## Sinopsis
El 24 de diciembre, tres variopintas parejas llegan a un motel y se acomodan en tres habitaciones diferentes de acuerdo a su presupuesto. Sin darse cuenta, las parejas terminan atrapadas en un solo cuarto, generando el revuelo de la prensa por lo que se piensa es un secuestro. 

## Reparto
- Aída Morales
- Luly Bossa
- César Mora
- Martín Karpan
- Natalia París
- Carla Giraldo
- Ramsés Ramos